# A.C.R. Siena 1904
Associazione Calcio Robur Siena 1904, thường được gọi là Siena, là một câu lạc bộ bóng đá Ý có trụ sở tại Siena, Tuscany. Câu lạc bộ đã được tái thành lập vào năm 2014 sau khi phá sản pháp nhân trước đó Associazione Calcio Siena Sp A A.C. Tiền thân của AC Siena được thành lập vào năm 1904.
Siena chơi các trận đấu tại sân nhà của mình Stadio Artemio Franchi. Sức chứa là 15.373 và nằm ở trung tâm của Siena.
Robur Siena đạt 3.893 khán giả đến sân vận động ở mùa 2014-15 tại Serie D, thiết lập kỷ lục mọi thời đại  cho giải đấu đó (sau này vượt qua bởi Parma trong 2015-16) và đạt 3.293 khán giả trong mùa giải mùa giải 2015-16 Lega Pro, xếp thứ nhất  ở bảng B và thứ tư  trong số 60 đội chơi trong giải đấu.

## Lịch sử
Được thành lập vào năm 1904 với tên là Socà Studio e Divertimento (Hiệp hội nghiên cứu và giải trí), là một câu lạc bộ thể thao được đặc trưng bởi một chiếc áo sọc trắng đen có nguồn gốc từ thành phố Siena. Nó thành lập câu lạc bộ bóng đá của mình, được đặt tên là Socà Sportiva Robur vào năm 1908. Ngày nay, cái tên "Robur" được sử dụng rộng rãi bởi những người ủng hộ địa phương để phân biệt với hai đội bóng rổ, "Mens Sana" và "Virtus". 

Logo AC Siena cũ

Đội cuối cùng được biết đến với tên Associazione Calcio Siena vào năm 1933. Vào năm 1934-35, Siena lần đầu tiên được thăng hạng lên Serie B. Trong mùa giải năm 1945 sau chiến tranh, Siena lần đầu tiên chơi ở giải bóng đá hàng đầu của bóng đá Ý. Trong mùa giải đó, một giải đấu hỗn hợp thời chiến bao gồm cả hai đội Serie A và Serie B. Một số đội phía nam tham gia vào đội hạng nhất, bao gồm Siena, là Serie B, trong khi các đội phía Bắc Serie B chơi ở cấp độ thứ hai với các đội Serie C. Do đó, mặc dù Siena đã chơi ở giải đấu cao nhất, nhưng nó không được coi là đã chính thức chơi ở Serie A trong mùa giải đó và không đủ điều kiện cho Vòng đấu quốc gia.
Sau khi trải qua 55 năm chơi ở một số hạng đấu thấp hơn, Siena đã được thăng hạng trở lại Serie B để bắt đầu mùa giải 2000-01. Sau mùa giải khởi đầu tốt đẹp ở Serie B, mùa giải tiếp theo chứng kiến Siena gặp rắc rối nghiêm trọng và HLV Giuseppe Papadopulo đã bị sa thải, mặc dù sau đó anh sẽ được triệu hồi và có thể cứu câu lạc bộ khỏi sự xuống hạng vào ngày cuối cùng của mùa giải.
Mùa tiếp theo, một lần nữa với Papadopulo làm huấn luyện viên trưởng, Siena lần đầu tiên được thăng hạng lên Serie A, dẫn đầu bởi các cầu thủ như Rodrigo Taddei và Pinga. Sự trở lại của họ đánh dấu 58 năm kể từ lần xuất hiện cuối cùng của họ trong bộ phận hàng đầu của bóng đá Ý.
Trong mùa giải 2003-04, mùa giải Serie A đầu tiên trong lịch sử câu lạc bộ, Siena đã kết thúc ở vị trí thứ 13.
Trong mùa giải 2004-05 Serie A, với Luigi De Canio làm huấn luyện viên trưởng, Siena đã phải vật lộn trong thời gian dài của mùa giải, mòn mỏi trong khu vực xuống hạng trong một phần lớn của mùa giải, và với đội bóng đã hòa quá nhiều trận đấu và hầu như không Ghi lại bất kỳ chiến thắng nào, họ trông gần như chắc chắn sẽ xuống hạng. Tuy nhiên, sự hồi sinh của phong độ vào cuối mùa giải đã mang đến cho họ hy vọng, và chiến thắng 2-1  trước Atalanta đã xuống hạng vào vòng cuối cùng đã chứng kiến họ an toàn ở vị trí thứ 14.
Mùa giải 2005-06 cũng chứng kiến Siena chiến đấu hết mình và nó đã giữ thành công vị trí của mình ở Serie A. Họ kết thúc mùa giải ở vị trí thứ 17. Trong mùa giải 2006-07, Mario Beretta, người dẫn dắt Parma trong mùa giải trước, được bổ nhiệm làm huấn luyện viên trưởng mới. Anh giữ Siena ở Serie A sau chiến thắng 2 trận sân nhà trước Lazio trong trận đấu cuối cùng.
Trong mùa giải 2006-07, chủ tịch câu lạc bộ Paolo De Luca, người đã tiếp quản vào năm 2001 và giúp câu lạc bộ thăng hạng Serie A lịch sử đầu tiên của họ, bắt đầu đàm phán để bán câu lạc bộ cho một tập đoàn của các doanh nhân Tuscan do Giovanni Lombardi Stronati, chủ tịch của Valle del Giovenco. Giá thầu được hoàn tất vào ngày 30 tháng 3 năm 2007, một ngày trước khi De Luca qua đời sau một thời gian dài bị bệnh.
Huấn luyện viên trưởng cho mùa giải 2007-08 được dự kiến là Andrea Mandorlini, nhưng ông đã rời câu lạc bộ bằng sự đồng ý lẫn nhau vào ngày 12 tháng 11. Cựu huấn luyện viên Mario Beretta một lần nữa đảm nhiệm.
Câu lạc bộ cũng đối diện với khả năng thay đổi các khía cạnh liên quan mình bao gồm tên của nhà tài trợ chính của họ, Banca Monte dei Paschi di Siena. Vào ngày 9 tháng 7 năm 2007, câu lạc bộ thông báo đã đổi tên của họ thành "AC Siena Montepaschi". Tuy nhiên, việc thay đổi tên cần được Liên đoàn bóng đá Ý (FIGC) chấp nhận để trở thành chính thức: Sau khi FIGC từ chối, ý tưởng này đã bị từ bỏ.
Câu lạc bộ sau đó được mua lại bởi Massimo Mezzaroma, với Valentina Mezzaroma là phó chủ tịch. Vào ngày 7 tháng 5 năm 2011, Siena một lần nữa được thăng hạng lên Serie A sau khi kết thúc vị trí thứ hai trong mùa giải 2010-11 Serie B. Câu lạc bộ chơi ở Serie A kéo dài hai mùa, và họ đã xuống hạng sau khi kết thúc mùa giải 2012-13 Serie A ở vị trí thứ 19.
Siena không đăng ký được 2014-15 Serie B vào ngày 15 tháng 7 năm 2014, sau đó tuyên bố phá sản. Cựu chủ tịch của AC Siena, Massimo Mezzaroma, cũng bị công tố viên kiện vì kế toán sai trong trao đổi cầu thủ (Rossi - Galuppo)  Cuối cùng, câu lạc bộ và Mezzaroma không thể chấp nhận được vì đã hết hạn tố tụng. Tuy nhiên, Guardia di Finanza đã thu giữ € 8,5 triệu từ Mezzaroma cho các chi phí liên quan đến phá sản.
Vào tháng 7 năm 2014, nhờ vào điều 52 của NOIF, câu lạc bộ đã được giới thiệu lại dưới tư cách pháp nhân mới società sportiva Dilettantistica Robur Siena, khởi động lại từ 2014-15 Serie D  Đội đã được thăng hạng lên  2015-16 Lega Pro với tư cách là nhà vô địch của bảng E vào tháng 6 năm 2015.
Trong mùa giải 2015-16, Robur đã giành chiến thắng trong trận derby khu vực với Pisa tại Đấu trường Garibaldi  sau 57 năm và đủ điều kiện vào bán kết Coppa Italia Lega Pro trước Foggia, sau chiến thắng trận lượt đi trên sân nhà, 5-2.
Do không kết nạp Avellino, Bari và Cesena, Siena đã trở thành một trong những ứng cử viên Vòng đấu vớt để tham dự 2018-19 Serie B vào ngày 1 tháng 8 năm 2018. Siena kết thúc với vị trí á quân trong vòng play-off thăng hạng 2017-18 Serie C, cũng như á quân ở vòng bảng, lần lượt thua Cosenza và Livorno. Tuy nhiên, sau một cuộc chiến pháp lý kéo dài, Serie B đã quyết định bỏ trống 3 vị trí đó.

## Màu sắc và huy hiệu
Màu thi đấu sân nhà của đội là đen và trắng.

## Cầu thủ

### Đội 1
Tính đến 3 tháng 2 năm 2023
Ghi chú: Quốc kỳ chỉ đội tuyển quốc gia được xác định rõ trong điều lệ tư cách FIFA. Các cầu thủ có thể giữ hơn một quốc tịch ngoài FIFA.
| Số | VT | Quốc gia | Cầu thủ                                |
| -- | -- | -------- | -------------------------------------- |
| 1  | TM | Ý        | Ivan Lanni                             |
| 2  | HV | Ý        | Alessandro Raimo                       |
| 3  | HV | Ý        | Alessandro Favalli                     |
| 6  | HV | Ý        | Davide Riccardi                        |
| 7  | TĐ | Ý        | Francesco Disanto                      |
| 8  | TV | Ý        | Davide Buglio                          |
| 9  | TĐ | Ý        | Alberto Paloschi                       |
| 10 | TĐ | Ý        | Niccolò Belloni                        |
| 11 | TV | Ý        | Marco Frediani                         |
| 13 | HV | Ý        | Luca Crescenzi                         |
| 14 | TV | Ý        | Marco Meli                             |
| 15 | TV | Ý        | Riccardo Collodel                      |
| 17 | TV | Ý        | Manuele Castorani (cho mượn từ Ascoli) |
| 21 | HV | Ý        | Enrico Bearzotti                       |
| 22 | TM | Ý        | Lorenzo Manni                          |

| Số | VT | Quốc gia | Cầu thủ                                            |
| -- | -- | -------- | -------------------------------------------------- |
| 27 | HV | Ý        | Tommaso Ciurli (cho mượn từ San Donato Tavarnelle) |
| 30 | TĐ | Ý        | Elia Petrelli (cho mượn từ Genoa)                  |
| 31 | TM | Ý        | Filippo Berti                                      |
| 33 | TĐ | Ý        | Andrea De Paoli (cho mượn từ Ascoli)               |
| 36 | HV | Ý        | Giuseppe Verduci                                   |
| 46 | HV | Moldova  | Andrei Moțoc (cho mượn từ Salernitana)             |
| 55 | TV | Ý        | Giuseppe Leone                                     |
| 66 | HV | Ý        | Mirco De Santis                                    |
| 70 | HV | Ý        | Christian Mora (cho mượn từ Atalanta)              |
| 71 | TV | Ý        | Alberto Picchi                                     |
| 77 | HV | Ý        | Damiano Franco (cho mượn từ Reggina)               |
| 96 | TĐ | Ý        | Francesco Orlando (cho mượn từ Salernitana)        |
| —  | TĐ | Ý        | Matteo Ardemagni                                   |
| —  | TĐ | Ý        | Pierluca Luciani (cho mượn từ Frosinone)           |

### Cho mượn
Ghi chú: Quốc kỳ chỉ đội tuyển quốc gia được xác định rõ trong điều lệ tư cách FIFA. Các cầu thủ có thể giữ hơn một quốc tịch ngoài FIFA.
| Số | VT | Quốc gia | Cầu thủ                                                    |
| -- | -- | -------- | ---------------------------------------------------------- |
| —  | HV | Ý        | Matteo Darini (tại Casertana đến ngày 30 tháng 6 năm 2023) |

| Số | VT | Quốc gia | Cầu thủ                                                |
| -- | -- | -------- | ------------------------------------------------------ |
| —  | TĐ | Ý        | Davide Arras (tại Gubbio đến ngày 30 tháng 6 năm 2023) |